# Wilhelm von Kaulbach
Wilhelm von Kaulbach né le 15 octobre 1805 à Bad Arolsen (Waldeck) et mort le 7 avril 1874 à Munich est un peintre et illustrateur allemand.

## Biographie
Wilhelm von Kaulbach est principalement connu comme muraliste, mais aussi illustrateur de livres. Plusieurs de ses peintures murales ornent des bâtiments de Munich.

Œuvres de Wilhelm von Kaulbach
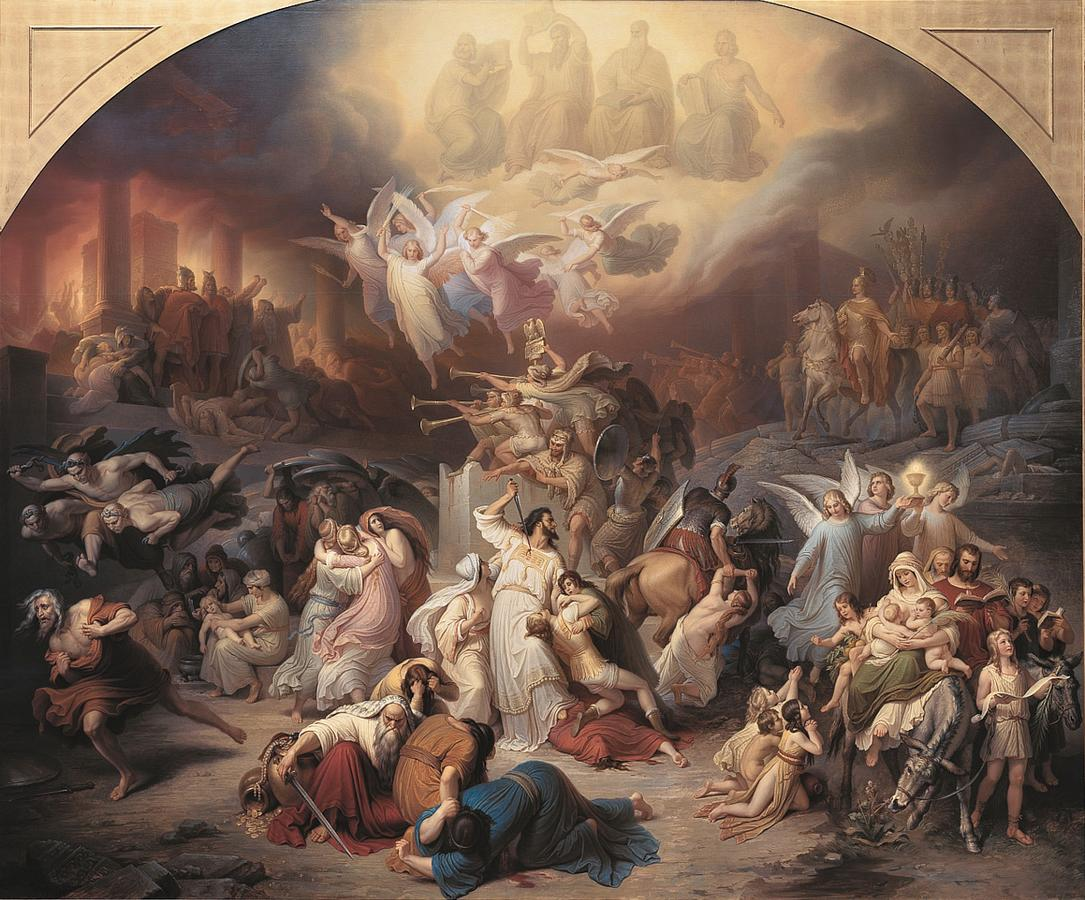
Destruction de Jérusalem par Titus (1846), Munich, Neue Pinakothek.
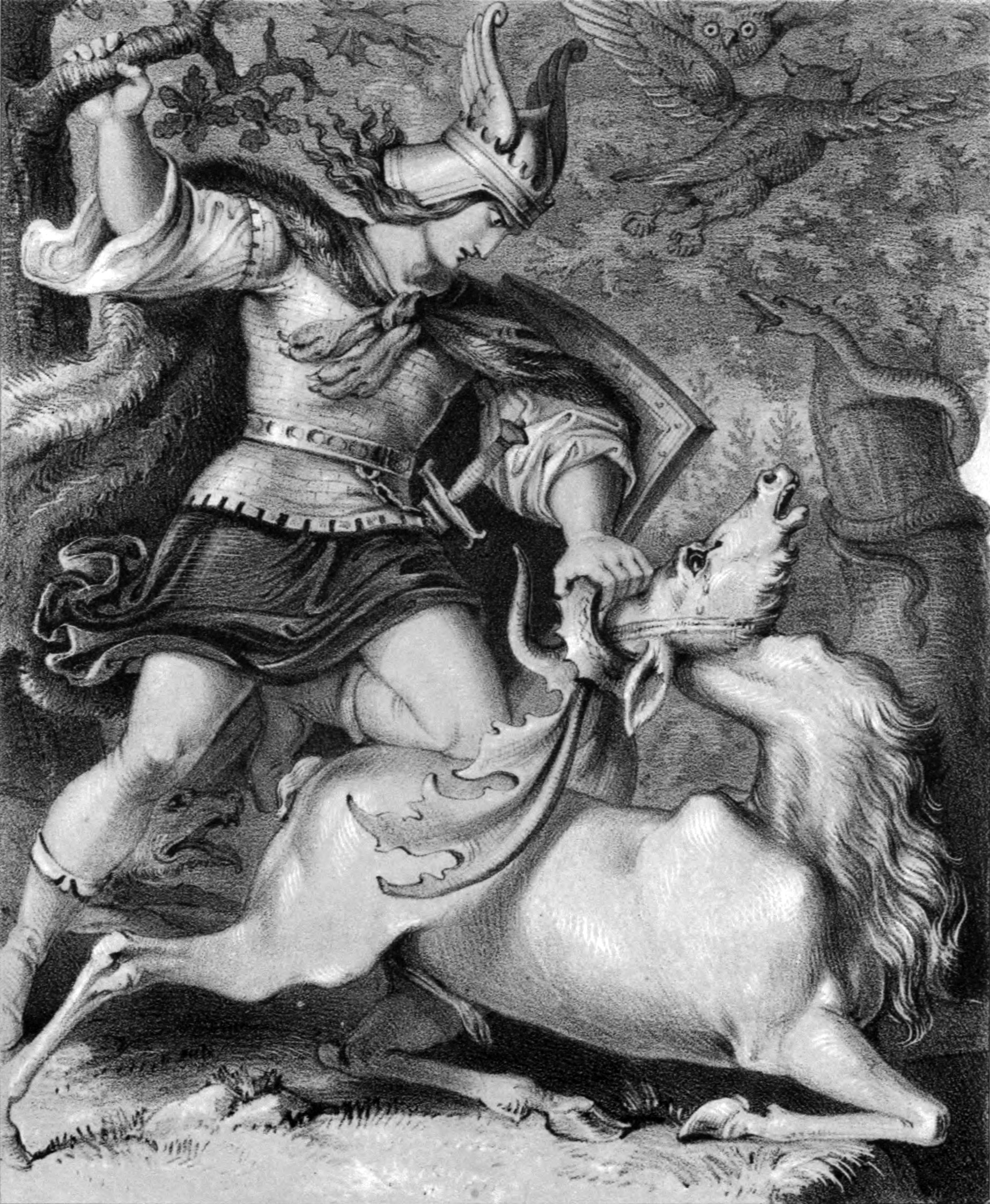
Illustration pour La vie héroïque et les exploits de Siegfried le tueur de dragons (1848).
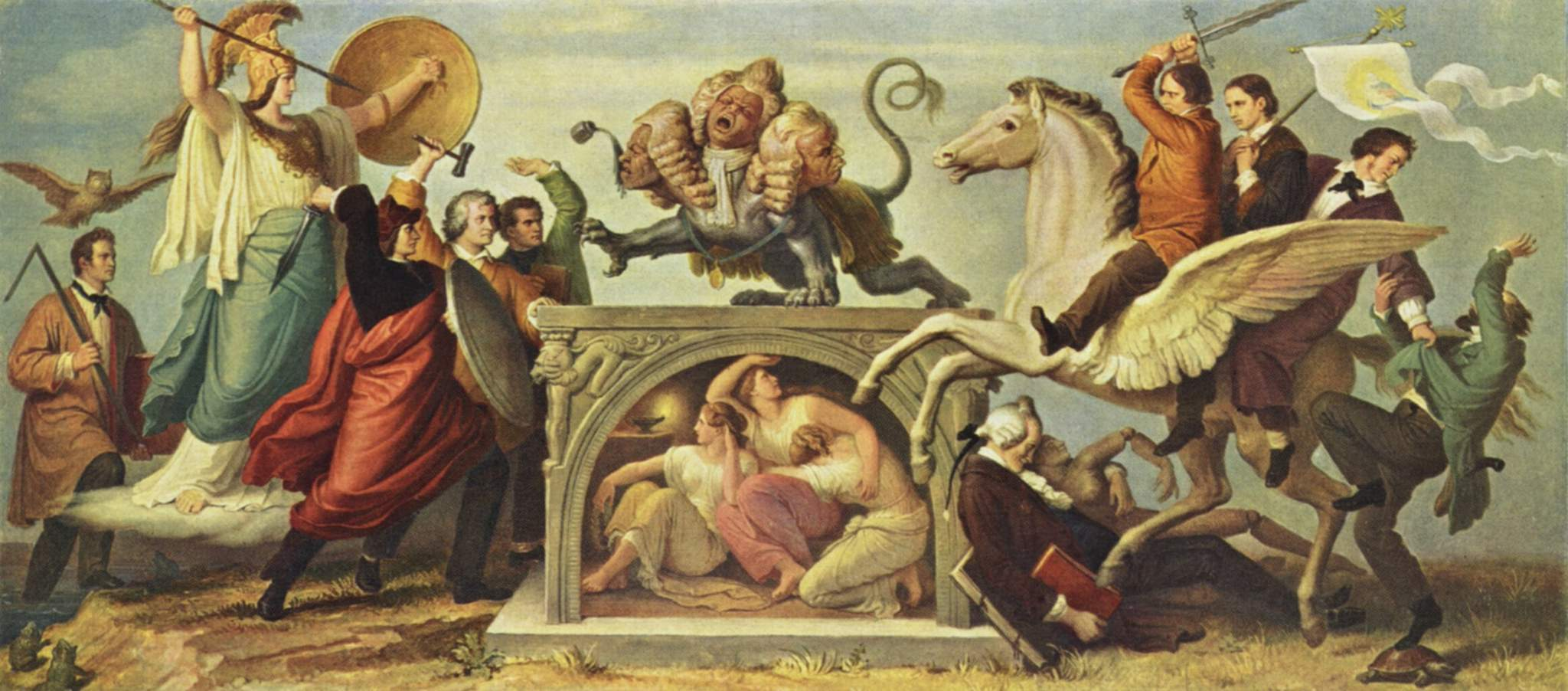
Le Combat de la perruque par les artistes et savants sous la protection de Minerve (vers 1850), Munich, Neue Pinakothek.
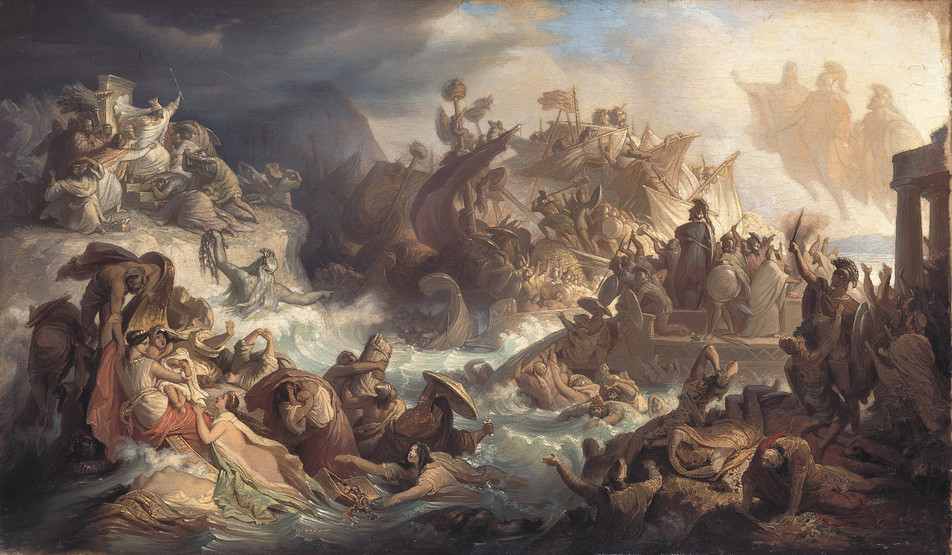
La Bataille de Salamine (1868), Munich, Maximilianeum, salle du Sénat.

## Distinction
- Officier de l'ordre de Léopold (Belgique, 19 mars 1845)[1].